# Theora
Theora (セオラ、シオラ) は、オープンな非可逆の動画圧縮ファイルフォーマット、または、そのコーデックである。オープンな音声ファイルフォーマットである Vorbis の開発元として知られる Xiph.org がVP3を基にして開発した。

## 概要
TheoraはOn2のVP3を基とした後方互換のフォーマットである。ただし、ファイルフォーマットレベルでの互換性は無い。Oggコンテナフォーマットの標準ビデオコーデックとして利用され(同時に音声には通常Vorbisが使われる)、Ogg Theoraと呼称されることもある。
仕様とその標準的な実装であるlibtheoraはオープンソースで提供される (BSDライセンス、ロイヤリティフリー)。

## 動向
フォーマットは2004年8月、libtheora1.0 Alpha 3リリース時に凍結され、2008年11月に正式に1.0として安定版の参照ライブラリlibtheora 1.0がリリースされた。
長い間エンコーダ部分の改善は行われなかったが、1.0のリリースにおいて開発元のXiph.orgはエンコード品質を大きく改善するという新しいエンコーダ“Thusnelda” (Theora 1.1) が2009年9月24日にリリースされた。
FFmpegのコアライブラリであるlibavcodecでも限定的ではあるがTheoraの開発された。しかし、普及しないまま、より進んだ競合のコーデックが多数現れたたことや、Xiph.Org自身もDaalaという後継コーデックを開発したため、今後普及する見込みはなくなってしまった。

## 特徴
- ブロック単位の動き補償
- 8x8 Type-II 離散コサイン変換
- 品質ベースエンコード (VBR)
- 適応インループフィルター (deblocking)
- 最小8x8のマクロブロック
- 量子化行列のカスタマイズ (intra/inter, luma/chroma)
- フレキシブルなエントロピー符号 (1フレームあたり80個のVLC tables)
- YUV4:2:0に加えYUV4:2:2、YUV4:4:4のピクセルフォーマット
- 8bitのカラーチャンネル
- 複数のreference frames
- 非正方ピクセル (ピクセルアスペクト比) のサポート
- 16の倍数ではない解像度 (現在は8x8以上のフレーム) をサポート
- 量子化値の非線形スケーリング
- ブロック単位までの適応量子化
- ストリームはIフレームとPフレームによって構成されBフレームはサポートしない
- 1/2画素精度の動き補償
- Oggのほか、AVI、Matroska、Ogg Media等のコンテナ形式に対応

## 利用例
- ウェブブラウザ上での動画再生。
- コンピュータゲームでの動画。

## HTML5への策定をめぐる議論
特許上の懸念が少なくフリーで利用できるTheoraは、HTML5における標準動画コーデック候補としてMozilla Foundationやオペラ・ソフトウェアなどから支持されていたが、Appleやノキアなどの反対により撤回された。またGoogleも、H.264/MPEG4 AVCなどのより新しい圧縮コーデックと比べて圧縮率で劣るTheoraはYouTubeで使用できる水準に満たないと考えている。一方で、たとえばXiph.orgのGreg Maxwellは独自に行った同一ファイルサイズでの比較検証において、TheoraはH.264に対してわずかに劣るものの、実用上は遜色ないと主張していた。
2009年8月現在でTheoraはすでにMozilla Firefox、Opera、Google Chrome (Chromium) などのウェブブラウザでサポートされていて、<video>タグを用いることでプラグインなしに再生が可能である。

## コンテナ形式と拡張子
通常はOggコンテナに格納され、ファイルの拡張子は.ogvとなる。音声コーデックはVorbisが使われる。
従来のビデオコーデック同様にDirectShowを利用したコンテナ形式 (AVI、MKV等) に格納することも可能だがあまり使われることはない。
- (Theora+Vorbis).ogv

注: (Theora+Vorbis).ogg
拡張子.oggは非推奨となったため、現在は拡張子.ogvが使われる。